# Bierfiets
Een bierfiets is een soort tandemfiets waarop een toog is gemonteerd. De bierfiets is geschikt voor 10 tot 20 personen, die terwijl ze aan de bar zitten voor de aandrijving zorg dragen. De bierfiets wordt vaak gebruikt door toeristen en bij vrijgezellenfeesten.

## Bierfiets in Amsterdam
Op 3 juni 2008 werd bekend dat het stadsdeel Centrum in Amsterdam de bierfietsen in sommige delen wil verbieden wegens de overlast die ze geven. Een jaar later stond de gemeente de fiets toch toe, al werd voor exploitanten wel een vergunning verplicht. In november 2015 maakte de gemeente Amsterdam bekend dat exploitanten van bierfietsen vanaf begin 2016 nog meer hun best moeten doen om lawaai en verkeershinder terug te dringen. De exploitanten hebben al een limiet op het gebruik van alcohol ingesteld en de chauffeurs kregen trainingen, zodat ze de voertuigen beter door het drukke verkeer konden loodsen.
Vanaf 1 november 2017 mag de bierfiets niet meer in het grootste deel van het centrum van Amsterdam worden gebruikt. Het grootste deel van het centrum binnen de Singelgracht is verboden voor de bierfiets. In de Plantagebuurt en op de Oostelijke en Westelijke Eilanden is de bierfiets nog wel toegestaan.
De gemeente wilde dit aanvankelijk per 1 januari 2017 verbieden, maar de rechter vond de argumentatie van de gemeente tekortschieten. Een nieuw besluit voldeed volgens de rechter wél. Bierfietsexploitanten zien het verbod als symboolpolitiek.